# برنارد فيشر (طبيب)
برنارد فيشر (و. 1852 – 1915 م) هو طبيب، وأستاذ جامعي ألماني، ولد في كوبورغ، توفي عن عمر يناهز 63 عاماً.

## التعليم
تعلم في جامعة هومبولت في برلين
.

## جوائز
حصل على جوائز منها:

وسام النسر الأحمر الدرجة الثالثة